# Eremogryllodes semenovi
Eremogryllodes semenovi is een rechtvleugelig insect uit de familie mierenkrekels (Myrmecophilidae). De wetenschappelijke naam van deze soort is voor het eerst geldig gepubliceerd in 1930 door Miram.